# Pfarrkirche Frojach

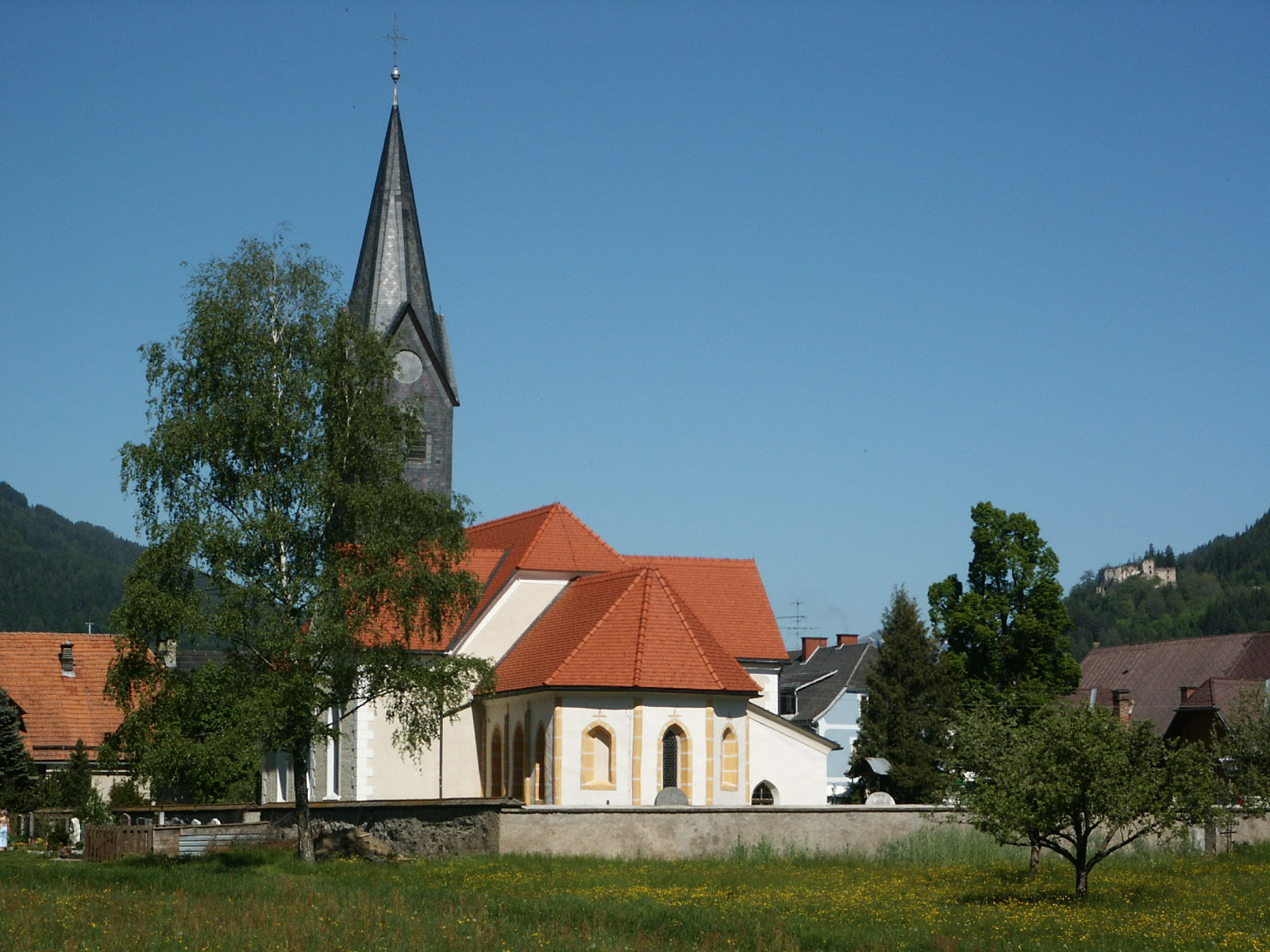
Kath. Pfarrkirche hl. Andreas in Frojach (Juli 2011)

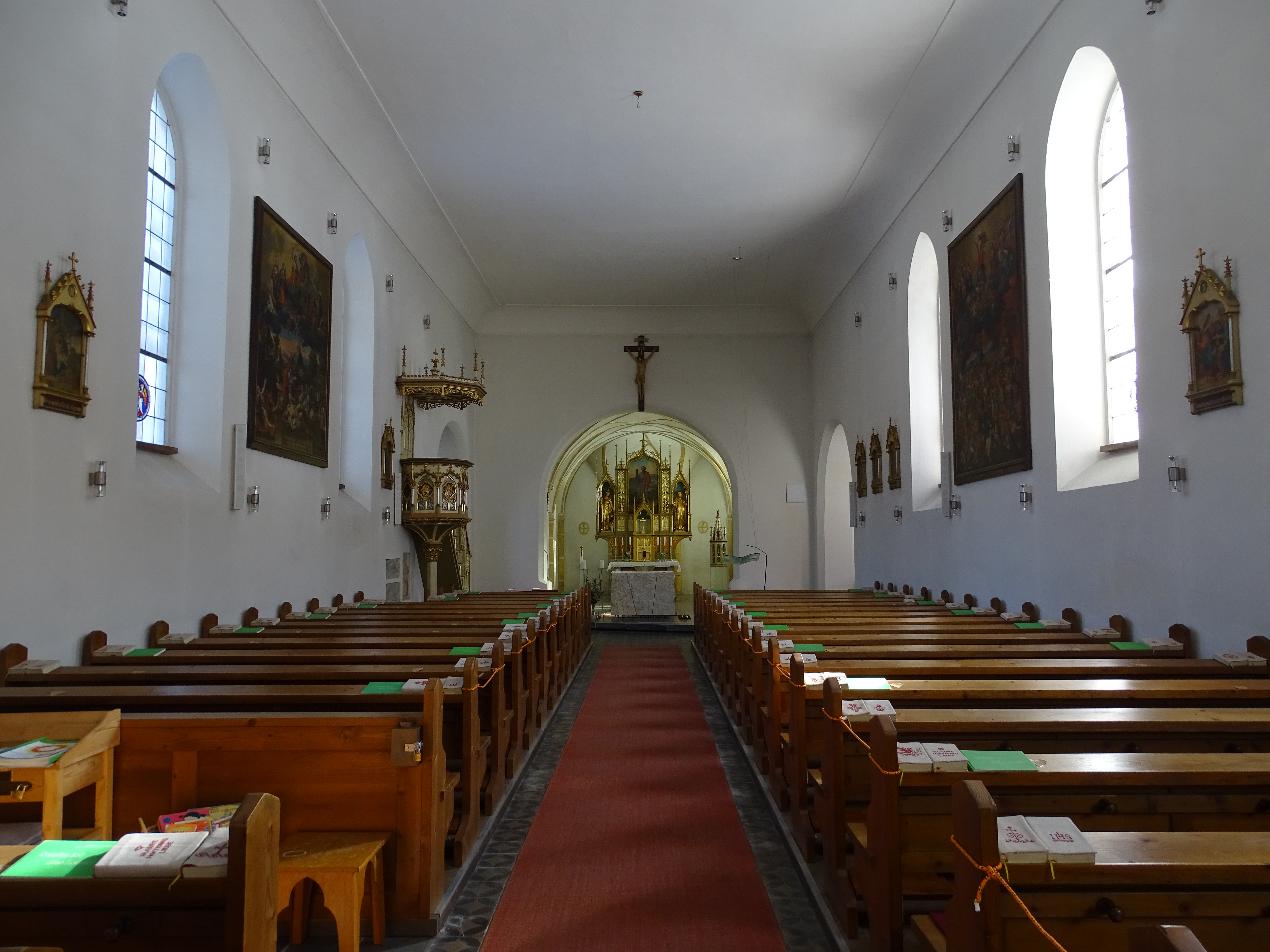
Blick durch das Langhaus auf den Chor mit dem Hochaltar

Die Pfarrkirche Frojach steht im Ort Frojach in der Gemeinde Teufenbach-Katsch im Bezirk Murau in der Steiermark. Die unter dem Patrozinium des heiligen Andreas stehende römisch-katholische Pfarrkirche gehört zum Dekanat Murau in der Diözese Graz-Seckau. Die Kirche und der Friedhof stehen unter Denkmalschutz (Listeneintrag).

## Geschichte
Kirche und Pfarre Frojach werden in einer am 3. Juni 1215 in Leibnitz ausgestellten Urkunde erstmals erwähnt.
Ursprünglich befand sich hier ein herrschaftlicher Gutshof, der direkt an der damaligen Mur lag. Diese Kirche wurde 1711 von einem Hochwasser weggerissen.
Die heutige Kirche „im Schatten“, weiter abseits der Mur, begann als kleine protestantische Kapelle, der Bau wurde um 1527 begonnen und um 1555 vollendet. Um dieses Kirchlein bildete sich der heutige Ort Frojach-Oberdorf als Kirchweiler.
Der Bau war durch die Gegenreformation seit um 1600 verlassen und wurde als Pfarrkirche der Katholiken übernommen. In weiterer Folge wurde die Kirche zu klein, und im Jahre 1722 ausgebaut. In den Jahren 1898/99 erfolgte die letzte Änderung, wobei in diesen Jahren die Kirche im Übrigen einen Neubau erfuhr, und hauptsächlich der Chor aus dem 16. Jahrhundert erhalten blieben.

## Architektur
Der spätgotische zweijochige Chor mit und schwach vortretenden Netzrippen Fünfachtelschluss und Spitzbogenfenstern hat ein Gewölbe mit Putzgraten in Rautensternformen auf Halbrunddiensten mit Wulstkapitellen und halbrunde dienstartige Pfeiler, die sich auch an der Außenseite befinden. Der eingeschnürte rundbogige Fronbogen trennt den Chor vom breiten Schiff, das als Saalraum mit Flachdecke ausgeführt ist. Das Schiff hat neugotische Spitzbogenfenster, sowie südlich und nördlich je eine Seitenkapelle. Der Dachreiter trägt einen achtseitigen Spitzhelm. Die nördlich des Chores liegende Sakristei weist ein Tonnengewölbe mit Stichkappen auf.

## Ausstattung

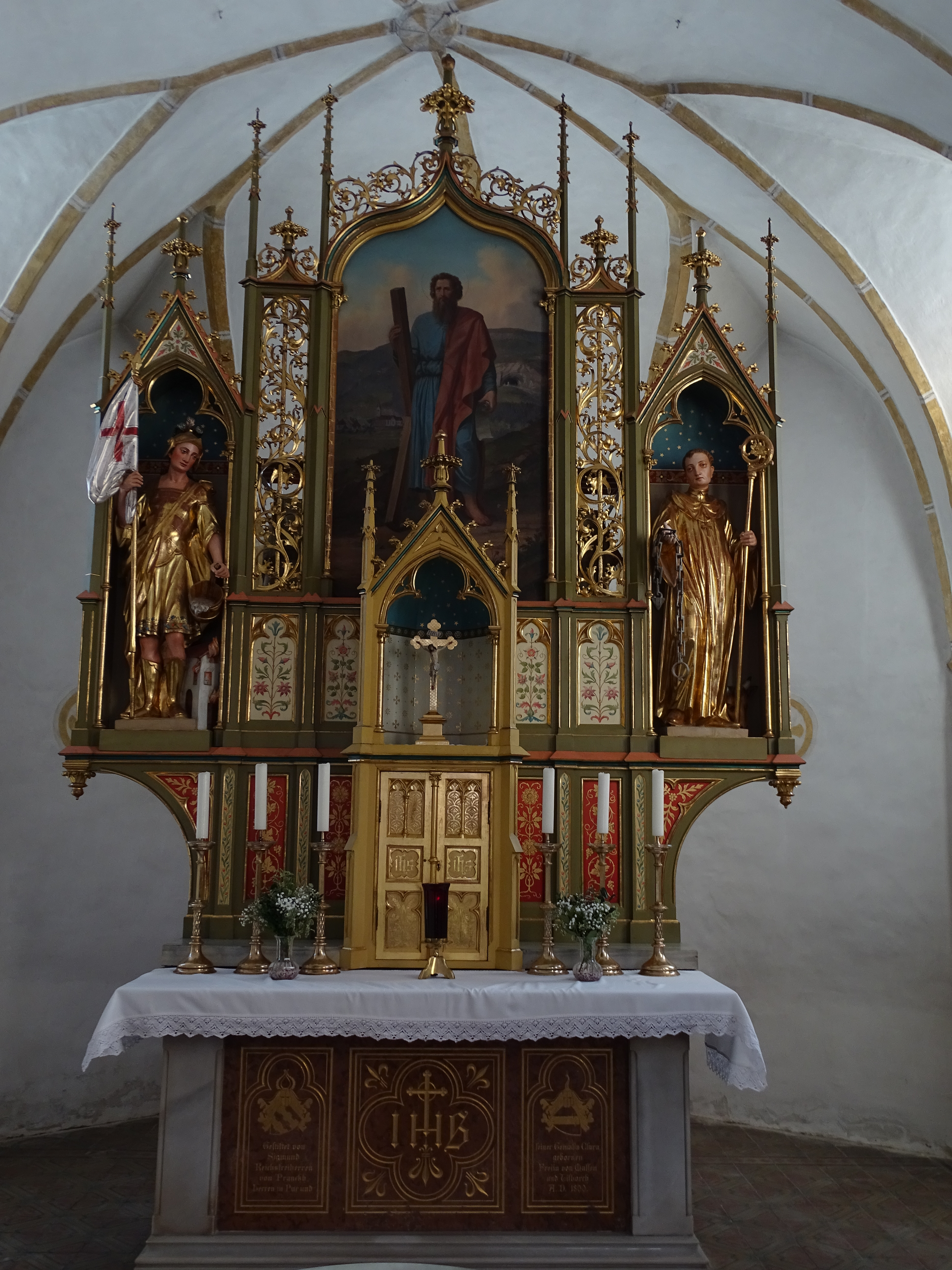
Der Hochaltar der Kirche

Die neugotische Einrichtung entstand in den Jahren 1899 und 1900. Das am Hochaltar angebrachte Bild des heiligen Andreas weist eine Signatur von Felix Barazzutti mit der Jahreszahl 1899 auf. Des Weiteren befinden sich in der Kirche zwei barocke Statuen der hll. Florian und Leonhard aus der 1. Hälfte des 18. Jahrhunderts. Weiters gibt es zwei Votivbilder, wovon das große Pestvotivbild das Chronogramm 1715 trägt und mit Georg Lercher 1717, dem Stifter des Bildes, bezeichnet ist. Weiters befindet sich hier ein Wappenstein des 1584 verstorbenen Victor von Pranckh. Unter der Kanzel der Kirche, wie auch in der Kirchhofmauer, befinden sich eingemauerte Reliefsteine aus der Römerzeit. Das eingemauerte spätrömische Relief unter der Kanzel zeit eine weibliche Gestalt mit Urne und Kästchen.
Auf dem die Kirche umgebenden Friedhof ist ein Schmiedeeisenkreuz aus der 2. Hälfte des 17. Jahrhunderts erhalten, sowie ein barockes Friedhofskreuz aus dem 18. Jahrhundert.